# Piyamaradu
Piyamaradu (in der deutschsprachigen Fachliteratur oft Pijamaradu) war ein Adliger, wohl arzawischer Herkunft, und Gegner der Hethiter in der ersten Hälfte des 13. Jahrhunderts v. Chr. Er war möglicherweise ein abtrünniger westanatolischer Vasall des hethitischen Reichs oder der Nachkomme eines solchen. Es wird aber auch in Erwägung gezogen, dass er und sein Bruder Laḫurzi Enkel oder Söhne des Uḫḫaziti, des letzten Königs von Arzawa waren. Piyamaradu hatte zwei Töchter, eine war mit Atpa verheiratet, dem Statthalter Aḫḫijawas in Millawanda, die andere mit Awayana, der offenbar ebenfalls ein hoher Vertreter Aḫḫijawas war.
Er überfiel, offenbar mit zumindest teilweiser Rückendeckung durch Aḫḫijawa, wiederholt westanatolische Regionen, die zumeist Vasallen des Hethiterreichs waren. Seine Aktivitäten fanden zu Zeiten der hethitischen Großkönige Muwattalli II., Muršili III. und Ḫattušili III. statt. Umfangreichere Informationen über Piyamaradu bieten ein Brief des Manapa-Tarḫunta an Muwattalli II. sowie der Tawagalawa-Brief, der wahrscheinlich von Ḫattušili III. stammt. Ferner wird Piyamaradu im sogenannten Milawata-Brief aus der Zeit von Tudhalija IV. in einem Abschnitt, der womöglich Geschehnisse in der Vergangenheit beschreibt, erwähnt sowie in einem Gelübde von Ḫattušili III. und Puduḫepa (KUB 56.15), in dem das Herrscherpaar betet, dass „das große Meer“ Piyamaradu ausliefere. In den nur sehr fragmentarisch erhaltenen Annalen Ḫattušilis III. kommt möglicherweise der Name Piyamaradu vor, doch ist die Lesung strittig.
Unter anderem griff Piyamaradu möglicherweise Wiluša an und besetzte es. Manapa-Tarḫunta, König des Šeḫa-Flusslands, beteiligte sich nicht an einem Eingreifen der Hethiter, die dazu durch sein Territorium zogen, obwohl er als Vasall dazu verpflichtet gewesen wäre. Als Grund nennt er im Brief an Muwatalli II. eine schwere Erkrankung. Er schreibt ferner von einer schweren Demütigung durch Piyamaradu. Diese bestand darin, dass Piyamaradu seinen Schwiegersohn Atpa ihm voranstellte, was wohl bedeutet, dass Manapa-Tarḫunta diesem zwischenzeitlich untergeben war, weil Atpa durch Piyamaradu kurzzeitig als Herrscher/Verwalter des Šeḫa-Flusslands eingesetzt worden war. Auch wird erwogen, dass Manapa-Tarḫunta bei einem Versuch, Piyamaradu zu vertreiben, eine schwere militärische Niederlage erlitt.  Auch die Insel Lazpa (Lesbos), die damals zum Besitz oder Einflussgebiet von Šeḫa gehörte, überfiel Piyamaradu und entführte von dort mehrere Sarapitu, wohl Priester oder Handwerker, nach Itamar Singer Purpurfärber, die im Dienst des Königs von Seḫa, aber auch des hethitischen Großkönigs standen, nach Millawanda. Offenbar agierte er von der Küstenstadt Millawanda (sehr wahrscheinlich Milet) aus, das damals zum Herrschaftsbereich des Königs von Aḫḫijawa gehörte. Atpa, der im späteren Tawagalawa-Brief als Statthalter von Millawanda bezeichnet wird und mit einer Tochter des Piyamaradu verheiratet war, scheint bereits bei Piyamaradus Angriff auf Lesbos aktiv mitgewirkt zu haben.
Als Piyamaradu einige Zeit später, wohl schon unter der Herrschaft Ḫattušilis III., die Lukka-Länder in Südwest-Kleinasien überfiel und die Stadt Attarimma (eventuell Telmessos) zerstört hatte, riefen die Lukka den hethitischen Großkönig, wie zuvor schon den Tawagalawa, den Bruder des Königs von Aḫḫijawa, zu Hilfe. Piyamaradu erklärte sich bereit – zumindest gab er dies vor –, sich dem hethitischen König als Vasall zu unterwerfen, wenn dieser ihn zum Herrscher eines Landes (des eroberten Teils der Lukka-Länder oder eines anderen westkleinsiatischen Gebiets) ernennen würde. Er verlangte, ihm den tuḫkanti (Kronprinzen) zu schickten. Als der Großkönig daraufhin den tartenu zu Piyamaradu sandte, der ihn zu Verhandlungen zum hethitischen Großkönig geleiten sollte, wies Piyamaradu diesen jedoch schroff ab und verlangte stattdessen, sofort zum Herrscher ernannt zu werden. Zwar kann tartenu wahrscheinlich ebenfalls die Bedeutung „designierter Thronfolger“ haben, doch möglicherweise wurde eine andere Person zu Piyamaradu geschickt als dieser verlangte, eventuell ein anderer Sohn des Großkönigs. Dem Großkönig stellte er zusammen mit seinem Bruder Laḫurzi bei Ijalanda einen Hinterhalt, wo er sich, ohne seine Truppen, mit dem hethitischen König treffen sollte. Dieser konnte mit Mühe einen Sieg erringen und Piyamaradu floh nach Millawanda. Wegen Versorgungsproblemen musste der Großkönig mit seinem Heer die weitere Verfolgung zunächst aufgeben. Aufgrund eines nicht erhaltenen Briefs des Königs von Aḫḫijawa, der – zumindest interpretierte der hethitische Großkönig dieses ohne die üblichen Geschenke überbrachte Schreiben so – Atpa befahl, Piyamaradu festsetzen und dem hethitischen Großkönig an der Grenze von Millawanda auszuliefern, begab sich der hethitische König nach Millawanda. Als er dort eintraf, waren Piyamaradu mit seinen Leuten sowie 7000 Gefangenen auf Schiffen über die ägäischen Inseln geflohen. Der hethitische Großkönig versuchte daher, den König von Aḫḫijawa im Tawagalawa-Brief, der in seinem erhaltenen Teil die jüngeren Ereignisse schildert, dazu zu bewegen, Piyamaradu auszuliefern oder wenigstens dafür zu sorgen, dass er von den Gebieten, die Aḫḫijawa kontrollierte, keine Aktionen gegen das Hethiterreich mehr unternimmt.
Das weitere Schicksal Piyamaradus ist nicht bekannt, auch nicht, ob es tatsächlich zu einer Auslieferung durch den König von Aḫḫijawa kam. Eine Erwähnung Piyamaradus im Milawata-Brief (CTH 182), der sehr wahrscheinlich von Tudḫalija IV. verfasst wurde, ist zu fragmentiert, um sie zu verstehen.